# Sigmund II. Batthyány

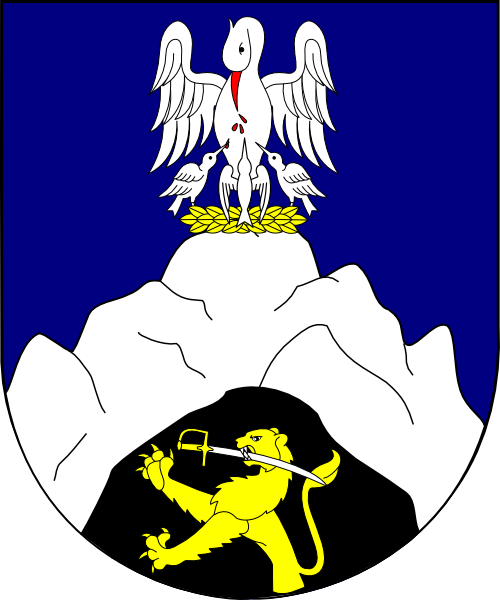
Wappen der Linien der Batthyány-Sekundogenitur

Sigmund II. Batthyány, häufig auch Sigismund II. Batthyány, Sigmund Batthyány oder Sigismund Batthyány (ungarisch Batthyány II. Zsigmond; * 20. Februar 1712 in Großpetersdorf; † 28. Oktober 1777 in Moravci), mit vollem Namen Sigmund Philipp Karl Joseph Ignaz Joachim Andreas Michael Thomas Graf von Batthyány de Németújvár, war ein ungarischer Magnat und Grundherr aus der Adelsfamilie Batthyány. Er war der Begründer der sogenannten Schlaininger Linie der Familie – benannt nach der Burg Schlaining im heutigen Südburgenland. Sigmund war der Urgroßvater von Lajos Batthyány, der 1848 zum ersten Ministerpräsidenten des Königreich Ungarns ernannt wurde.

## Herkunft und Familie
Sigismund II. entstammte dem alten und weit verzweigten ungarischen Magnatengeschlecht Batthyány, das zu den bedeutendsten Adelsfamilien der Habsburgermonarchie gehörte. Er war der Sohn von Sigmund I. und dessen Ehefrau Isabella Rosina (1670–1731), geb. Gräfin Gallenberg, verwitwete Gräfin Erdődy. Sigmunds Urgroßvater väterlicherseits, Adam I., wird von der Familie bis heute als „Stammvater im engeren Sinn“ betrachtet. Er teilte den bis dahin in einer Hand vereinigten Besitz unter seinen Söhnen Christoph II. und Paul I. – Sigmunds Großvater – auf, wodurch eine ältere und eine jüngere Linie der Familie gegründet wurden. Aus den Nachkommen des älteren Sohnes Christoph ging später die erste fürstliche Linie hervor, aus den Nachkommen Pauls die ursprünglich gräfliche Linie, die aber nach dem Aussterben der älteren Linie im Jahr 1915 ebenfalls in den Fürstenstand erhoben wurde.
Zu Sigmunds Geschwistern gehörten Paul II. (1702–1740), Domprobst zu Raab, Adam III., der Begründer der Scharfensteiner Linie, sowie Emmerich I. (1707–1774), der Begründer der Pinkafelder Linie, von der alle heute noch lebenden Familienmitglieder abstammen.

## Leben und Wirken

### Kindheit und Jugend
Geboren wurde Sigmund am 20. Februar 1712 in Großpetersdorf, das damals zur 1527 von den Batthyány erworbenen Herrschaft Schlaining–Rechnitz gehörte. Er war der viertälteste Sohn und das achte Kind seiner Eltern, und damit eines von zehn Geschwistern. Den Großteil ihrer Zeit verbrachte die Familie vermutlich auf Schloss Pinkafeld, das der Herrensitz der Grundherrschaft Pinkafeld war, die Sigmunds Vater Sigmund I. und dessen Bruder Franz III. 1698 untereinander aufgeteilt hatten.

### Batthyán'sche Güterteilung

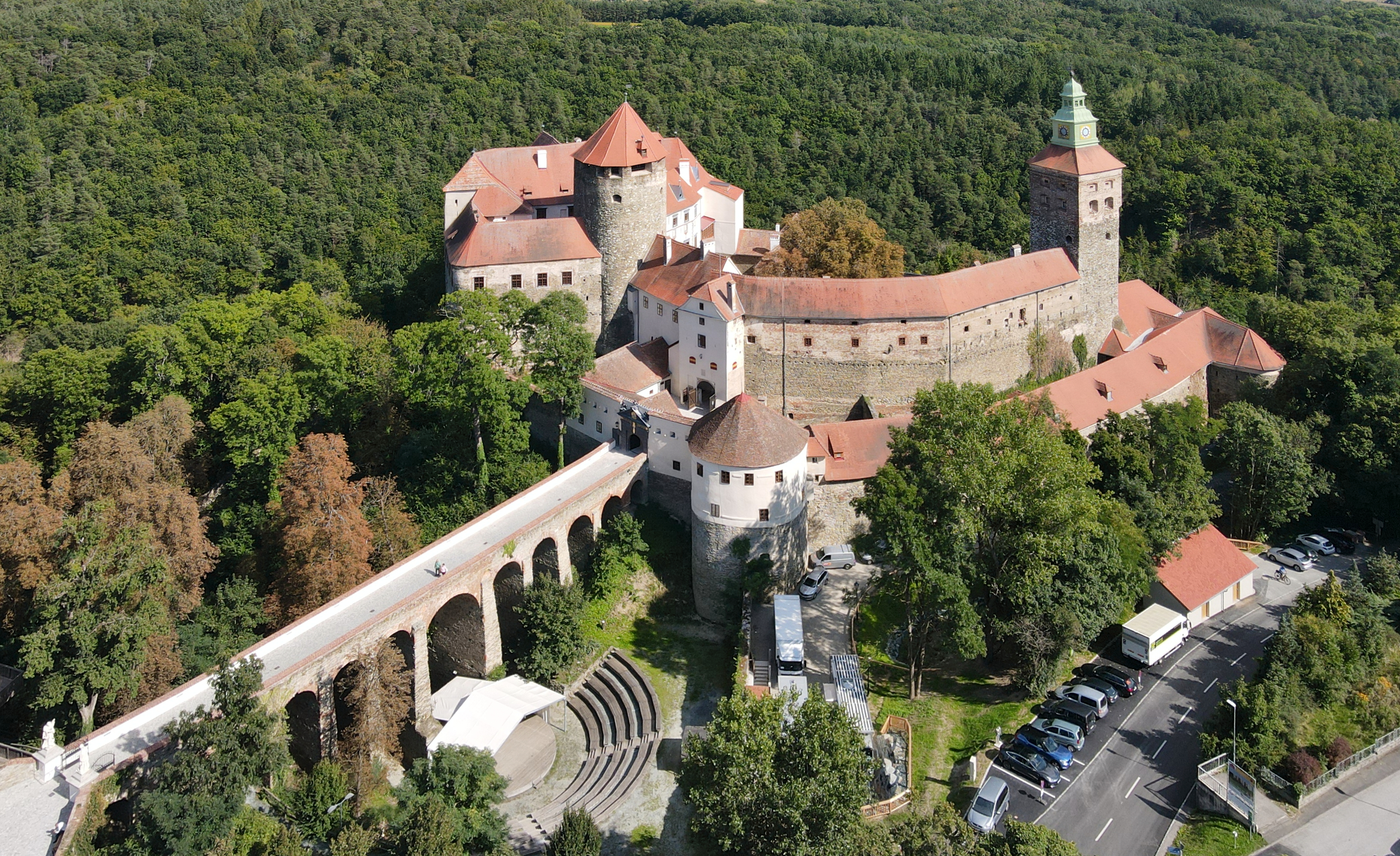
Die namensgebende Burg Schlaining war der Hauptsitz der von Sigmund II. gegründeten Schlaininger Linie der Batthyány

Nach dem Tod ihres Vaters teilten die Brüder dessen Besitz ebenfalls untereinander auf. Wie bereits bei ihren Großvätern üblich, wurden dabei aber nicht die einzelnen Grundherrschaften als Ganzes aufgeteilt, sondern jeder der Brüder erhielt einen Teil von jeder der Herrschaften ihres Vaters mitsamt einem Schloss oder einer Burg in einer dieser Herrschaften als Hauptsitz. Nach diesen Herrensitzen wurden meist die einzelnen, neu entstandenen Nebenlinien benannt. Im Falle Sigmunds II. handelte es sich dabei um Burg Schlaining, weshalb der aus ihm und seinen Nachkommen bestehende Zweig der Familie Schlaininger Linie genannt wird.
Laut einem 1765 im Auftrag Sigmunds angelegten Urbar gehörten zu seinem Herrschaftsbereich die Orte Allhau, Drumling, Eisenberg, Kemeten, Kitzladen, Mönchmeierhof, Stadtschlaining und Wolfau ganz oder teilweise. Von den Dörfern Altschlaining, Bachselten, Großpetersdorf, Kleinpetersdorf, Miedlingsdorf, Neumarkt, Podler, Welgersdorf und Woppendorf besaß er jeweils Halbanteile. Zusätzlich verfügte er über verschiedene Rechte in Allersgraben, Badersdorf, Hannersdorf, Rauhriegel und Schachendorf.

### Schlaininger Bauernaufstand
Trotz seines Grundbesitzes in und um Schlaining hatte Sigmund II. seinen Hauptwohnsitz in Graz – ein Umstand, der mit ein Grund war für den Bauernaufstand von 1765/1766 in seiner Herrschaft Schlaining. Durch die bereits in dritter Generation erfolgte Aufteilung der Herrschaften der Batthyány wurden diese immer kleiner, und die Grundherren forderten von ihren Untertanen immer höhere Robotleistungen ein, um ihren Lebensstandard halten zu können. Sigmunds ständige Hofhaltung in Graz war einerseits kostspielig, andererseits stellte sie zusätzlich eine Last für die Bauern seines Gebietes dar, die regelmäßig Lebensmittelleistungen wie Getreide oder Wein entgeltfrei in das ca. 85 km entfernte Graz transportieren mussten. Zusätzlich nahm wegen der häufigen Abwesenheit Sigmunds die Unterdrückung der Bevölkerung durch dessen lokal ansässige Verwalter zu.
Die sich ab 1762 in den zahlreichen Herrschaften der Batthyány versammelnden Bauern forderten eine Beschränkung der Robottage auf höchstens zwölf pro Jahr, drohten Bauern, die mehr Robot leisteten, und forderten sie gleichzeitig auf sich ihnen anzuschließen. Es kam schließlich zu einer vollständigen Verweigerung der Robotleistungen und in zahlreichen Dörfern zur Abholzung von Wäldern der Grundherrschaft und der Bürgerschaft, sowie der gewaltsamen Nutzung von herrschaftlichen Weiden oder Wiesen. Die Bevölkerung von Schlaining beteiligte sich ab 1765 an diesen Unruhen, die im gleichen Jahr zur Einführung des Maria Theresianischen Urbars führten. Mit diesem ließ Königin Maria Theresia das Verhältnis zwischen Grundherren und Untertanen reglementieren, und Dienstleistungen wie den Robot beschränken. Ähnlich wie bei den Konflikten zwischen der Pinkafelder Bevölkerung mit Sigmunds Vater, Sigmund I., kam es aber auch bei Sigmund II. zu einer Fortführung der Auseinandersetzungen weit über seinen Tod hinaus.

### Tod
Sigmund II. starb im Alter von 65 Jahren am 28. Oktober 1777 in Moravci. Er wurde wie die meisten der Angehörigen der weit verzweigten Familie in der Batthyány-Familiengruft unter Franziskanerkloster und Klosterkirche Güssing bestattet.

## Ehe und Nachkommen

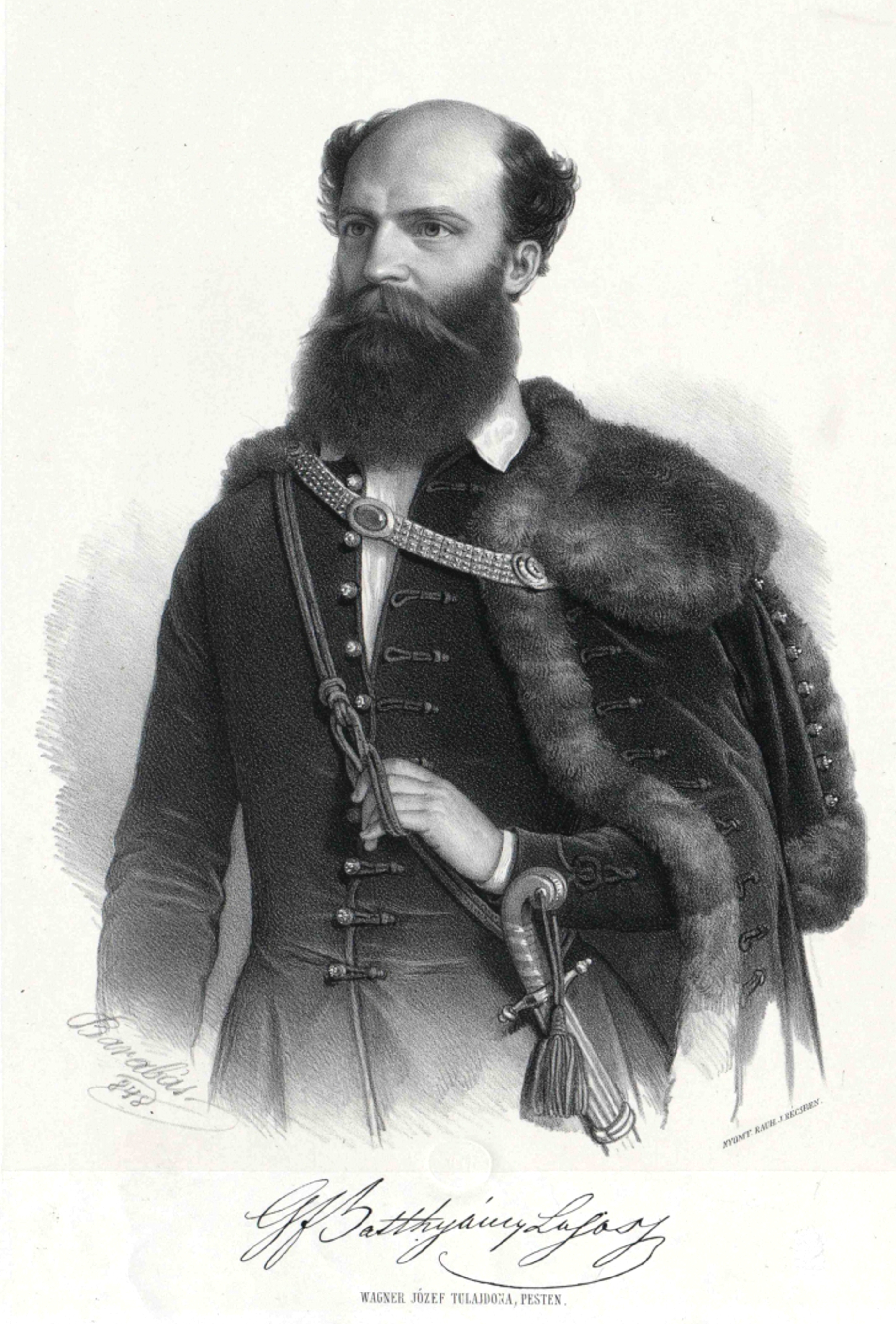
Sigmunds Urenkel Lajos Batthyány wurde 1848 erster ungarischer Ministerpräsident

Aus Sigmunds Ehe mit Rosalia Anna Maria Christina, geb. Gräfin von Lengheimb (1707–1788) gingen drei Kinder hervor:
- Maximilian I. Graf Batthyány (1739–1805)

1. ⚭ Maria Anna Batthyány (1747–1772), Tochter des Bruders seines Vaters
2. ⚭ Magdalena, geb. Flässer (1755–1807)

- Philipp II. Graf Batthyány (1745–1795)

1. ⚭ Maria Anna, geb. Katzianer (1743–1791)
2. ⚭ Maria Theresia, geb. Gräfin Stubenberg (1766–1813)

- Maria Anna (1750–1796) ⚭ Anton Joseph Graf Woracziczky von Pabienitz

Der Enkel von Maximilian I., Ludwig III. Graf Batthyány (ungarisch Batthyány Lajos), wurde während der Revolution 1848/1849 von Reformkräften zum ersten Ministerpräsidenten Ungarns ausgerufen, und deshalb 1849 hingerichtet. Im Zuge dessen wurde die bis dahin im Besitz der Schlaininger Linie befindliche, namensgebende Burg mitsamt ihren Gütern vom Staat beschlagnahmt. Das Majorat der Schlaininger Batthyány ging nach dem Tod von Ludwigs Sohn Elmer (ungarisch Batthyány Elemér, 1847–1932) auf Gabriel Batthyány (1862–1934) über, einen Urenkel von Philipp II. Batthyány. Mit Gabriels Tod am 23. November 1934 starb die von Sigmund II. begründete Schlaininger Linie im Mannesstamm aus.

## Auszeichnungen
- k.k. Kämmerer[25]